# Odontesthes brevianalis
Odontesthes brevianalis är en fiskart som först beskrevs av Günther, 1880.  Odontesthes brevianalis ingår i släktet Odontesthes och familjen Atherinopsidae. Inga underarter finns listade i Catalogue of Life.